# Собијески (Минесота)
Собијески (енгл. Sobieski) град је у америчкој савезној држави Минесота.

## Демографија
По попису из 2010. године број становника је 195, што је 1 (-0,5%) становника мање него 2000. године.
| Група             | 2000.       | 2010.        |
| Белци             | 195 (99,5%) | 195 (100,0%) |
| Афроамериканци    | 0 (0,0%)    | 0 (0,0%)     |
| Азијати           | 0 (0,0%)    | 0 (0,0%)     |
| Хиспаноамериканци | 0 (0,0%)    | 0 (0,0%)     |
| Укупно            | 196         | 195          |